# Menen
Menen (francès Menin) és un municipi belga de la província de Flandes Occidental a la regió de Flandes.

## Seccions
| #          | Nom                                    | Extensió | Població (2006) |
| ---------- | -------------------------------------- | -------- | --------------- |
| I (V) (VI) | Menen - Menen - De Barakken - Ons Dorp | 16,49    | 19.246          |
| II         | Lauwe                                  | 8,80     | 8.357           |
| III (IV)   | Rekkem - Rekkem - Paradijs             | 7,90     | 4.813           |

## Evolució demogràfica
Font:NIS
Fusió el 1977 amb Lauwe i Rekkem (+12.616 habitants)

## Localització

Mapa de Menen

- a. Moorsele (Wevelgem)
- b. Wevelgem (Wevelgem)
- c. Marke (Kortrijk)
- d. Aalbeke (Kortrijk)
- e. Moeskroen
- f. Neuville-en-Ferrain
- g. Halluin
- h. Wervik
- i. Geluwe (Wervik)